# Júpiter LIX

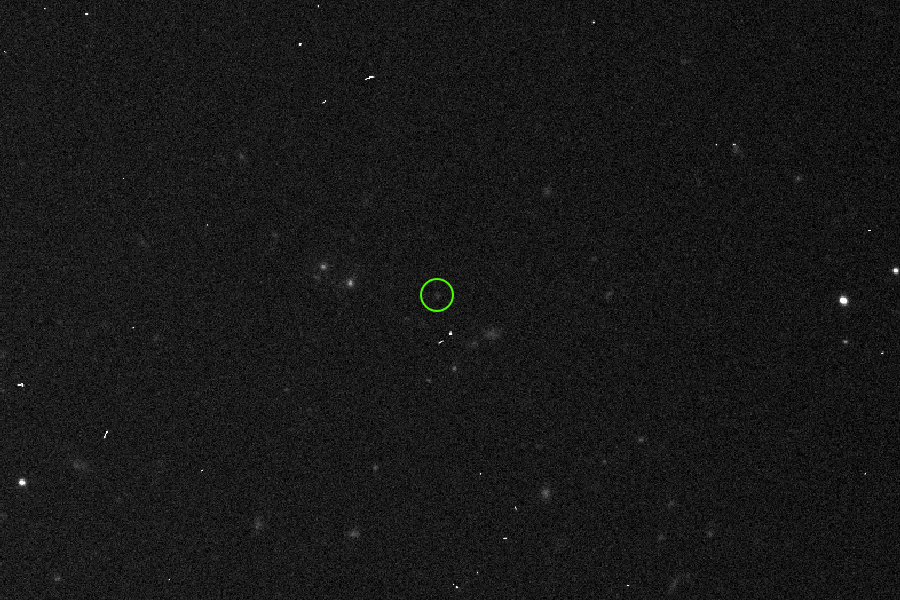
Imagem da descoberta de Júpiter LIX.

Júpiter LIX, originalmente conhecido como S/2017 J 1, é um satélite natural externo de Júpiter. Sua descoberta foi noticiada em 5 de junho de 2017, por meio de uma Minor Planet Electronic Circular do Minor Planet Center. Acredita-se que tenha cerca de 2 quilômetros de diâmetro.
É um membro do grupo Pasife. Tem uma distância orbital média de 23 547 105 km, com uma inclinação de 149,2 graus. Seu período orbital é de 734,2 dias.